# غورغي أنطون
غورغي أنطون (بالرومانية: Gheorghe Anton) (27 يناير 1993 في مولدوفا - ) هو لاعب كرة قدم مولدوفي في مركز الوسط. شارك مع منتخب مولدافيا تحت 19 سنة لكرة القدم ومنتخب مولدوفا تحت 21 سنة لكرة القدم. أما مع النوادي، فقد لعب مع زمبرو تشيسيناو.

## وصلات خارجية
- غورغي أنطون على موقع الاتحاد الأوربي (الإنجليزية)
- غورغي أنطون على موقع قاعدة بيانات كرة القدم.إي يو (الإنجليزية)
- غورغي أنطون على موقع ناشيونال فوتبول تيمز (الإنجليزية)
- غورغي أنطون على موقع Soccerway.com (الإنجليزية)